# Kirchham (Ausztria)
Kirchham osztrák község Felső-Ausztria Gmundeni járásában. 2018 januárjában 2139 lakosa volt.

## Fekvése

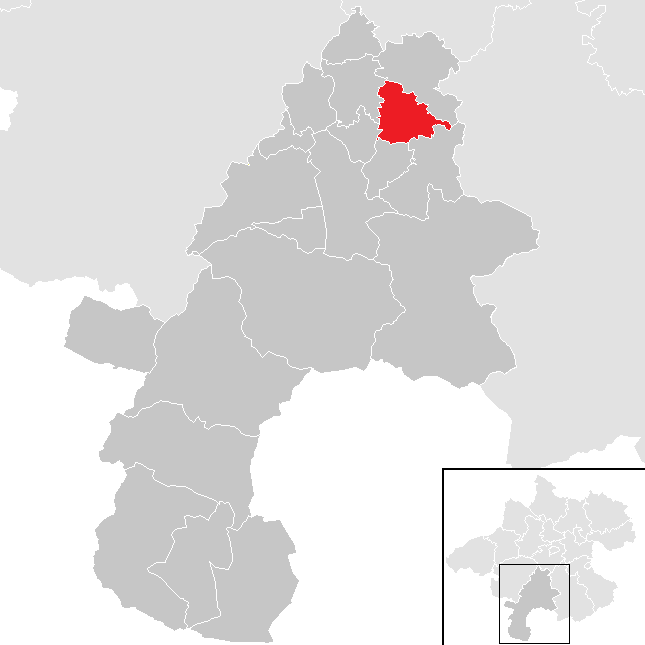
Kirchham a Gmundeni járásban

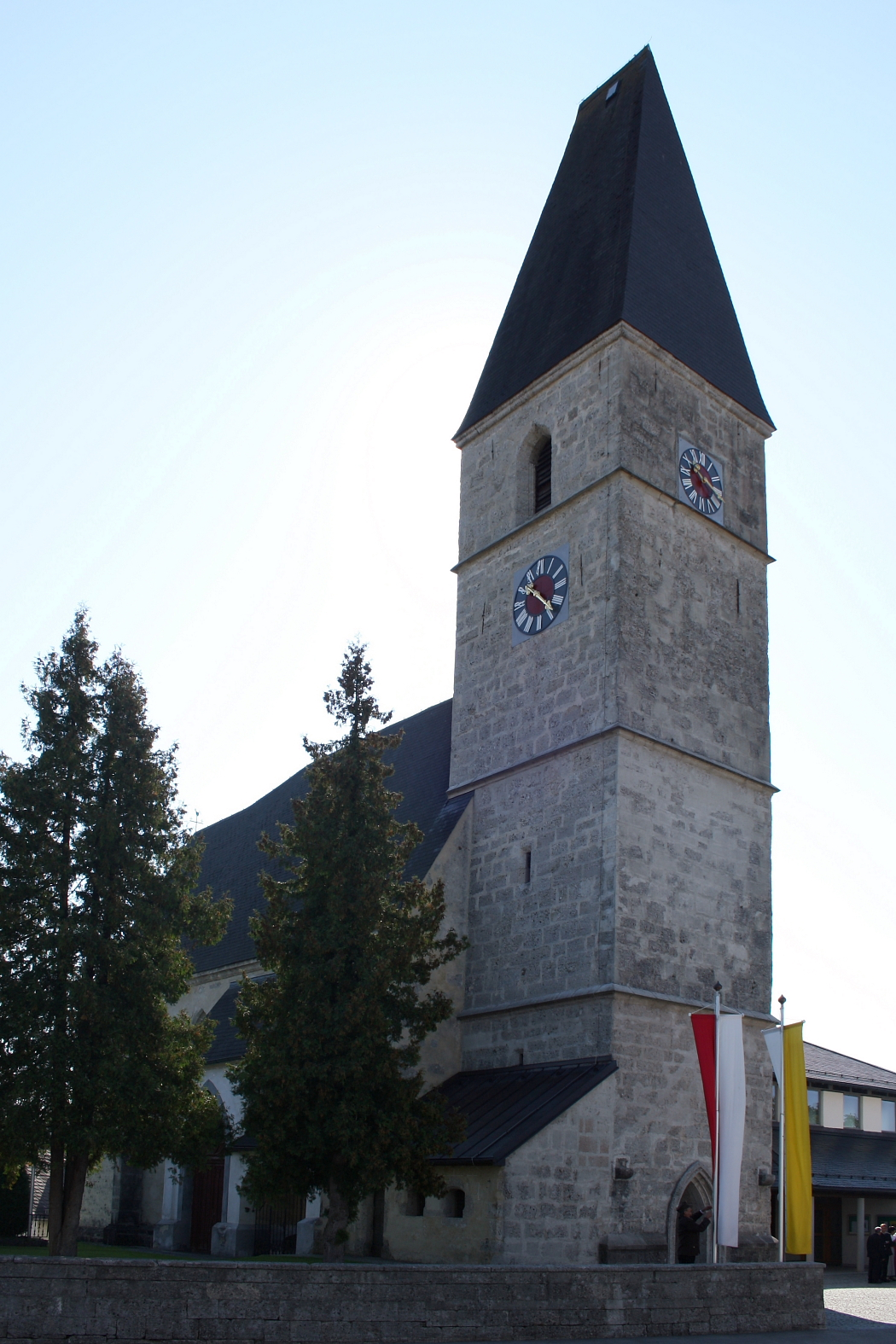
A Szt. Lőrinc-plébániatemplom

Kirchham Felső-Ausztria Traunviertel régiójában fekszik a Laudach folyó mentén. Egyéb fontos folyóvize még ennek mellékfolyója, a Dürre Laudach. Területének 39,5%-a erdő, 52,8% áll mezőgazdasági művelés alatt. Az önkormányzat 22 falut és településrészt egyesít: Bergham (39 lakos 2018-ban), Danzlau (69), Edtholz (29), Eisengattern (130), Feichtenberg (116), Guggenberg (20), Hagenmühle (115), Hilzing (21), Hüttenboden (20), Im Tal (96), In der Au (42), Kaltenmarkt (77), Kampesberg (210), Kirchham (715), Kogl (53), Kohlwiese (6), Krottendorf (86), Laizing (41), Laudachtal (79), Steg (58), Wahl (87) és Windberg (30).
A környező önkormányzatok: északkeletre Vorchdorf, délkeletre Scharnstein, délre Sankt Konrad, délnyugatra Gschwandt, nyugatra Laakirchen.

## Története
Kirchham területe eredetileg a Bajor Hercegség keleti határvidékén feküdt, a 12. században került át Ausztriához. Első említése 1249-ből származik, amikor IV. Ince pápa megerősítette a kremsmünsteri apátság birtokait. Az Osztrák Hercegség 1490-es felosztásakor az Enns fölötti Ausztria része lett. 
A napóleoni háborúk során a falut több alkalommal megszállták.
A köztársaság 1918-as megalakulásakor Ohlsdorfot Felső-Ausztria tartományhoz sorolták. Miután Ausztria 1938-ban csatlakozott a Német Birodalomhoz, az Oberdonaui gau része lett; a második világháború után visszakerült Felső-Ausztriához.

## Lakosság
A kirchhami önkormányzat területén 2018 januárjában 2139 fő élt. A lakosságszám 1991 és 2011 között 1900 körül stagnált; az utóbbi években ismét növekedésnek indult. 2016-ban a helybeliek 96,5%-a volt osztrák állampolgár; a külföldiek közül 1,2% a régi (2004 előtti), 1% az új EU-tagállamokból érkezett. 1% a volt Jugoszlávia (Szlovénia és Horvátország nélkül) vagy Törökország, 0,4% egyéb országok polgára. 2001-ben a lakosok 85,9%-a római katolikusnak, 5,5% evangélikusnak, 3,9% mohamedánnak, 3,2% pedig felekezeten kívülinek vallotta magát. Ugyanekkor a legnagyobb nemzetiségi csoportot a német (95,6%) mellett a törökök alkották 3,8%-kal.
| 2016 | 2 036 |
| 2018 | 2 139 |

## Látnivalók
- a Szt. Lőrinc-plébániatemplom 15. századi késő gótikus épülete
- a kirchhami kastély (ma Pöll fogadó)

## Testvértelepülések
- Kirchham (Németország)

## Fordítás
- Ez a szócikk részben vagy egészben  a   Kirchham (Oberösterreich) című német Wikipédia-szócikk ezen változatának fordításán alapul.  Az eredeti cikk szerkesztőit annak laptörténete sorolja fel. Ez a jelzés csupán a megfogalmazás eredetét és a szerzői jogokat jelzi, nem szolgál a cikkben szereplő információk forrásmegjelöléseként.